# Medobčinska zveza Kras-Soča-Jadran

Medobčinska zveza Kras-Soča-Jadran tudi Medobčinska unija Kras-Soča-Jadran (italijansko Unione Territoriale Intercomunale Carso Isonzo Adriatico), skrajšano: »UTI Carso Isonzo Adriatico«, je bila ena od dveh italijanskih območnih medobčinskih zvez v deželi Furlanija - Julijska krajina, ki sta kot novi upravnoorganizacijski obliki od leta 2016 do leta 2020 nadomestili Goriško pokrajino in sicer zajema njen južni del, vključno z ustjem Soče in Gradeško laguno. Sestavljalo jo je deset občin, ki imajo skupno 72.499 prebivalcev. Sedež območne medobčinske zveze je bil v Tržiču.
Bila je tudi ena od treh medobčinskih zvez v tej pokrajini, ki so imele morsko obalo.

## Občine medobčinske zveze Kras-Soča-Jadran
| občina            | italijansko ime      | lokacija | prebivalstvo | površina   | nadmorska višina |
| ----------------- | -------------------- | -------- | ------------ | ---------- | ---------------- |
| Doberdob          | Doberdò del Lago     |          | 1.475        | 31,39 km2  | 92 m.n.m         |
| Foljan Sredipolje | Fogliano Redipuglia  |          | 3.040        | 7,92 km2   | 23 m.n.m         |
| Gradež            | Grado                |          | 8.054        | 111,33 km2 | 2 m.n.m          |
| Tržič             | Monfalcone           |          | 28.816       | 20,50 km2  | 7 m.n.m          |
| Ronke             | Ronchi dei Legionari |          | 11.937       | 17,11 km2  | 11 m.n.m.        |
| Zagraj            | Sagrado              |          | 2.181        | 13,94 km2  | 32 m.n.m         |
| Škocjan ob Soči   | San Canzian d'Isonzo |          | 6.169        | 33,89 km2  | 6 m.n.m          |
| Špeter ob Soči    | San Pier d'Isonzo    |          | 1.989        | 9,03 km2   | 18 m.n.m         |
| Štarancan         | Staranzano           |          | 7.326        | 19,66 km2  | 7 m.n.m          |
| Turjak            | Turriaco             |          | 2.857        | 5,18 km2   | 12 m.n.m\|       |